# Drago Kastelic
Drago Kastelic, slovenski gledališki igralec, * 16. september 1934, Ljubljana, † julij 2025
Rodil se je 16. septembra 1934 v Ljubljani. Na Akademiji za gledališče, radio, film in televizijo je študiral dramsko igro.  Leta 1965 se je zaposlil v Slovenskem ljudskem gledališču Celje, kjer je ostal zaposlen do upokojitve, tekom kariere pa je ustvaril več kot 130 vlog. V letih 1968–1975 je bival v Nemčiji.
Sodeloval je z več slovenskimi režiserji, kot so Mile Korun, Dušan Mlakar, Meta Hočevar in Zvone Šelbauer. Po navedbah Združenja dramskih umetnikov Slovenije je Kastelica odlikovala natančnost, s katero je oblikoval številne karakterne vloge.
Za vlogi Erharda Pilerja v Möderndorferjevi predstavi Camera obscura in Nemega Indijanca v Hiengovem Osvajalcu je Kastelic leta 1990 prejel Prešernovo nagrado Mestne občine Celje. Za Bürgerjevo monodramo Lažnivi Kljukec ali Čudovite prigode barona Münchhausna je prejel zlato paličico na Festivalu otroških predstav poklicnih gledališč.